# Seznam hokejistů draftovaných týmem Colorado Rockies
Toto je kompletní seznam hokejistů, kteří byli draftováni v NHL do týmu Colorado Rockies. To zahrnuje každého hráče, který byl draftován, bez ohledu na to, zda hrál za tým.

## Draft 1. kola

### Historie prvního kola
| † | Hráč který byl vybrán do hokejové síně slávy | Hráč který byl vybrán do hokejové síně slávy | Hráč který byl vybrán do hokejové síně slávy |
| * | Draftován z 1. místa                         | Draftován z 1. místa                         | Draftován z 1. místa                         |
| ≠ | Hráč který neodehrál žádný zápas v NHL       | Hráč který neodehrál žádný zápas v NHL       | Hráč který neodehrál žádný zápas v NHL       |

| Rok  | Místo | Hráč        | Pozice      | Stát   | Předchozí tým (liga)          |
| ---- | ----- | ----------- | ----------- | ------ | ----------------------------- |
| 1977 | 2     | Barry Beck  | Obránce     | Kanada | New Westminster Bruins (WCHL) |
| 1978 | 5     | Mike Gillis | Levé křídlo | Kanada | Kingston Canadians (OHL)      |
| 1979 | 1*    | Rob Ramage  | Obránce     | Kanada | Birmingham Bulls (WHA)        |
| 1980 | 19    | Paul Gagne  | Útočník     | Kanada | Windsor Spitfires (OHA)       |
| 1981 | 5     | Joe Cirella | Obránce     | Kanada | Oshawa Generals (OHL)         |

### Celkový výběr
|  | Hráči kteří hráli nejméně jeden zápas v NHL |
|  | Hráči kteří si zahráli v NHL All-Star Game  |

| Rok  | Kolo | Místo | Hráč              | Pozice       |
| ---- | ---- | ----- | ----------------- | ------------ |
| 1977 | 1    | 2     | Barry Beck        | Obránce      |
| 1977 | 3    | 38    | Doug Berry        | Centr        |
| 1977 | 3    | 47    | Randy Pierce      | Pravé křídlo |
| 1977 | 5    | 74    | Mike Dwyer        | Levé křídlo  |
| 1977 | 6    | 92    | Dan Lempe         | Útočník      |
| 1977 | 7    | 110   | Rick Doyle        | Centr        |
| 1977 | 8    | 126   | Joe Contini       | Centr        |
| 1977 | 9    | 142   | Jack Hughes       | Obránce      |
| 1978 | 1    | 5     | Mike Gillis       | Levé křídlo  |
| 1978 | 2    | 27    | Merlin Malinowski | Útočník      |
| 1978 | 3    | 41    | Paul Messier      | Centr        |
| 1978 | 4    | 58    | Dave Watson       | Útočník      |
| 1978 | 5    | 73    | Tim Thomlinson    | Brankář      |
| 1978 | 5    | 74    | Rod Guimont       | Pravé křídlo |
| 1978 | 6    | 91    | John Hynes        | Brankář      |
| 1978 | 7    | 108   | Andy Clark        | Obránce      |
| 1978 | 8    | 125   | John Olver        | Pravé křídlo |
| 1978 | 9    | 142   | Kevin Krook       | Obránce      |
| 1978 | 10   | 159   | Jeff Jensen       | Levé křídlo  |
| 1978 | 11   | 174   | Bo Ericson        | Obránce      |
| 1978 | 12   | 190   | Jari Viitala      | Centr        |
| 1978 | 13   | 204   | Ulf Zetterstrom   | Levé křídlo  |
| 1979 | 1    | 1     | Rob Ramage        | Obránce      |
| 1979 | 4    | 64    | Steve Peters      | Útočník      |
| 1979 | 5    | 85    | Gary Dillon       | Centr        |
| 1979 | 6    | 106   | Bob Attwell       | Pravé křídlo |
| 1980 | 1    | 19    | Paul Gagné        | Útočník      |
| 1980 | 2    | 22    | Joe Ward          | Centr        |
| 1980 | 4    | 64    | Rick LaFerriere   | Brankář      |
| 1980 | 5    | 85    | Ed Cooper         | Levé křídlo  |
| 1980 | 6    | 106   | Aaron Broten      | Útočník      |
| 1980 | 6    | 127   | Dan Fascinato     | Obránce      |
| 1980 | 8    | 148   | Andre Hidi        | Útočník      |
| 1980 | 8    | 169   | Shawn MacKenzie   | Brankář      |
| 1980 | 10   | 190   | Bob Jansch        | Pravé křídlo |
| 1981 | 1    | 5     | Joe Cirella       | Obránce      |
| 1981 | 2    | 26    | Rich Chernomaz    | Pravé křídlo |
| 1981 | 3    | 48    | Uli Hiemer        | Obránce      |
| 1981 | 4    | 66    | Gus Greco         | Levé křídlo  |
| 1981 | 5    | 87    | Doug Doug Speck   | Obránce      |
| 1981 | 6    | 108   | Bruce Driver      | Obránce      |
| 1981 | 7    | 129   | Jeff Larmer       | Levé křídlo  |
| 1981 | 8    | 150   | Tony Arima        | Útočník      |
| 1981 | 9    | 171   | Tim Army          | Útočník      |
| 1981 | 10   | 192   | John Johannson    | Útočník      |

## Souvislé články
- Seznam hokejistů draftovaných týmem Kansas City Scouts
- Seznam hokejistů draftovaných týmem New Jersey Devils